# Schizachyrium delicatum
Schizachyrium delicatum là một loài thực vật có hoa trong họ Hòa thảo. Loài này được Stapf miêu tả khoa học đầu tiên năm 1917.